# Afula
Afula (hebräisch עֲפוּלָה ʿAfūlah, arabisch العفولة, DMG al-ʿAfūla) ist eine Stadt in Israel.

## Geografie

### Lage
Afula ist eine Kommune im Range einer Stadt im Nordbezirk Israels. Sie liegt zwischen Nazareth und Dschenin in der Jesreelebene. Sie wird auch oft als Hauptstadt der Jesreelebene bezeichnet. Die wichtigste Sehenswürdigkeit in der Umgebung ist der Berg Tabor.

## Geschichte

### Mittelalter und Neuzeit

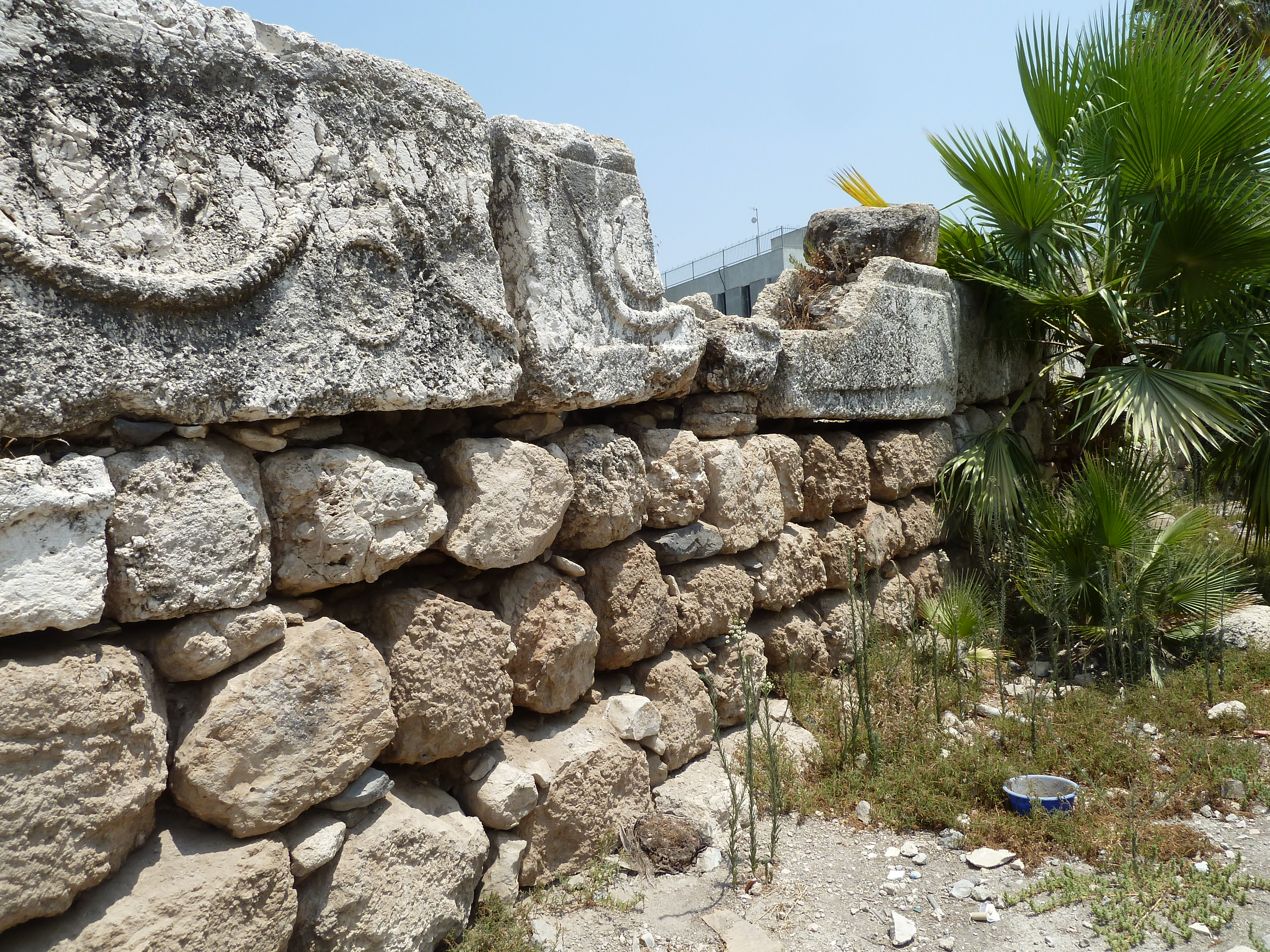
La Fève (Tell Afula), Reste der Kreuzfahrerburg

Afula wird in der Bibel nicht erwähnt. In der Kreuzfahrerzeit wurde hier eine Burg errichtet, um eine wichtige Straßenkreuzung der Ebene zu schützen. Die Kreuzfahrer nannten den Ort La Fève. Reste der Kreuzfahrerburg befinden sich im nahen Kibbuz Merchavia. 1321 wurde der Ort von Marino Sanudo in seinem Opus Terrae Sanctae als Afel erwähnt.

### 20. Jahrhundert
An der Palästinafront des Ersten Weltkrieges lagerten von Herbst 1917 bis Herbst 1918 Einheiten des deutschen Asienkorps am Bahnhof Afula, wo sie unter anderem auch ein Feldlazarett und eine Telegraphenstation unterhielten. Eine jüdische Siedlung wurde in Afula am 31. März 1925 gegründet. Die American Zionist Commonwealth Ltd. (AMZIC) mit Sitz in New York erwarb das Land. Sie gab Richard Kauffmann den Auftrag einen Entwicklungsplan für dessen Ausbau zur Stadt zu erstellen.

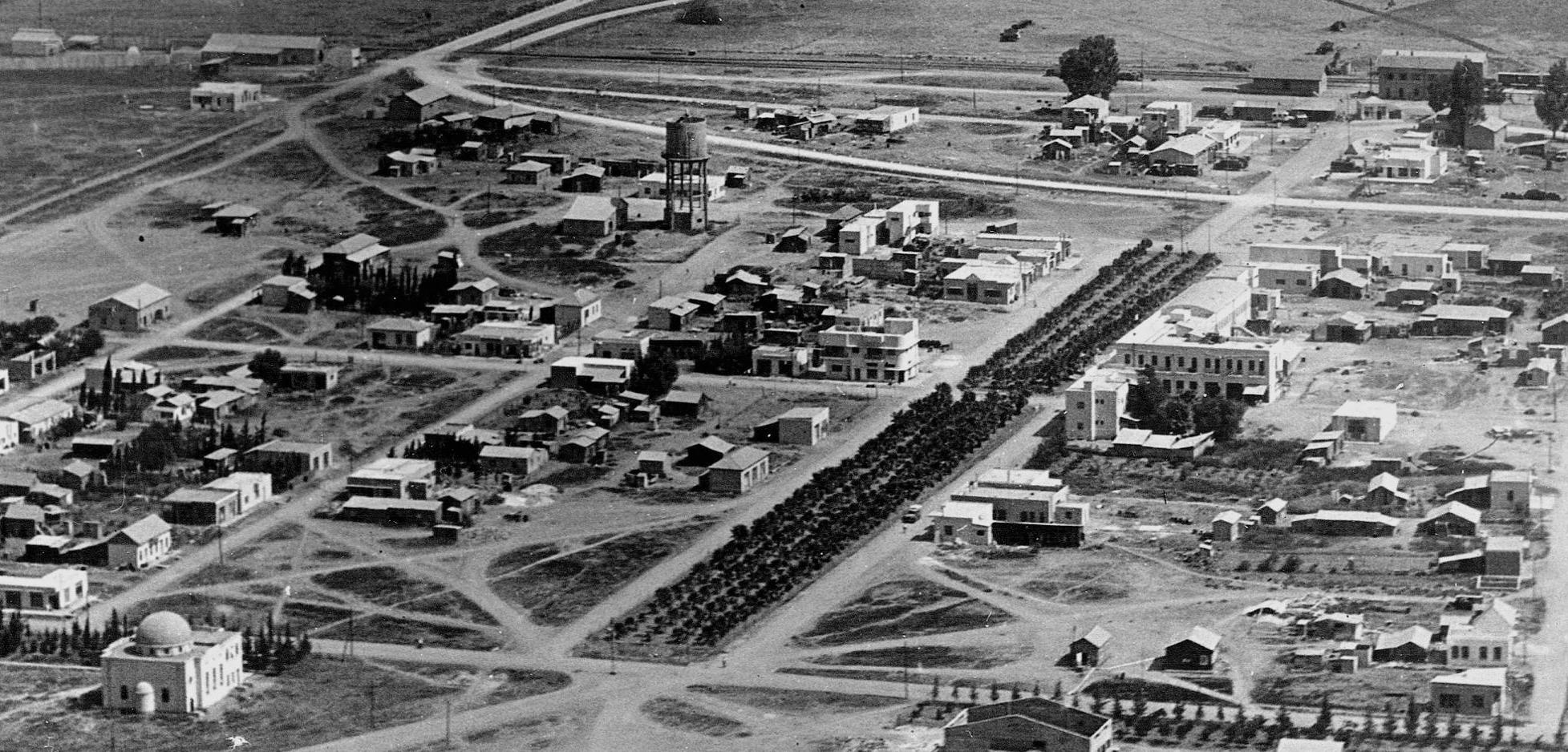
Luftbild Afulas 1937 mit Synagoge Beit Schalom (unten links) Wasserturm (Mitte links) und Bahnhof (oben rechts)

Kauffmann nahm die zentrale Lage Afulas an Verkehrswegen und nahe an der produktiven Landwirtschaft in der Jesreelebene als Ausgangspunkt, um es als Standort zentraler Dienste für die Landwirtschaft (Mühlen, Silos, Landmaschinenhandel, Agrarveredelung) zu entwickeln. Die nach seinen Plänen abgesteckten Grundstücke wurden 1925/1926 an wohlmeinende Investoren in Nordamerika verkauft, die meist nicht bauten und entwickelten, sondern das Land – auch wegen der Großen Depression – zunächst nur hielten. Kauffmanns Raumplan für Afula nahm dann erst zwischen 1938 und 1940 zunehmend sichtbare Gestalt an.
Die Gründung des Staates Israel brachte Afula den Status einer Entwicklungsstadt. Der Staat enteignete dann die amerikanischen Eigentümer der unbebauten Grundstücke, um sie selbst zu entwickeln, doch Afula wurde nicht das, was Kauffmann und andere sich ursprünglich erwartet hatten.

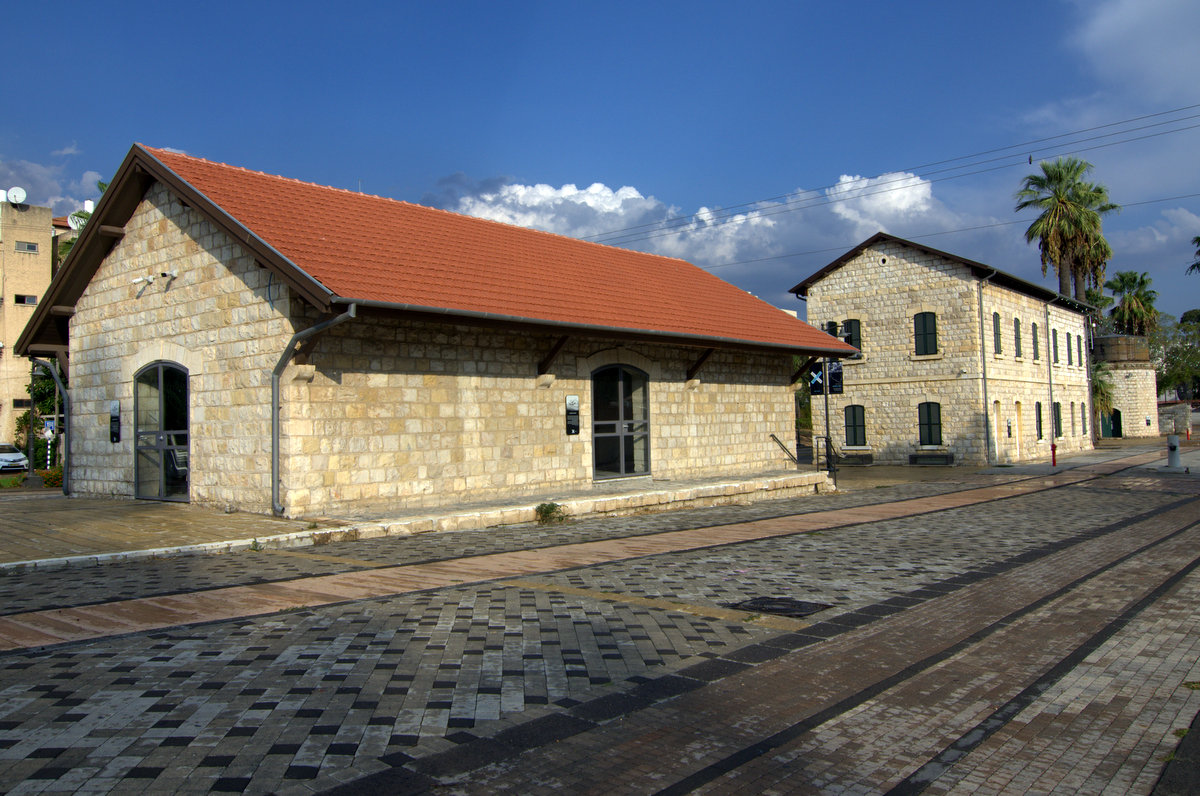
Ensemble aus osmanischem Schuppen, Bahnhof und Wasserturm, 2019

Die neue Randlage mit abgeschnittenen Verkehrswegen, in die Afula durch das Waffenstillstandsabkommen von 1949 geraten war, nahm ihm seinen geographischen Vorteil und die Kibbuzim und Moschavim der Jesreelebene hatten längst selbst für die benötigten zentralen Dienste Einrichtungen in eigener Regie geschaffen. Die Straße nach Jerusalem war unterbrochen und der Eisenbahnverkehr, der nun an der Grenze zu Syrien endete, wurde 1951 eingestellt, da der Betrieb auf dem Reststück der Jesreeltalbahn sich nicht mehr rechnete. Am 6. Oktober 1969 verübten ethnisch palästinensische Israelis ein Attentat auf den Markt in Afula, wobei ein Mann ermordet und Dutzende Personen verletzt wurden. Als Israel 1977 bis 1979 etwa 400 Vietnamesen, so genannten Boatpeople, politisches Asyl gewährte, fanden die ersten 66 meist römisch-katholischen Personen Aufnahme in Afula, die neben weiteren 300 ihrer Landsleute die kleine Gemeinschaft der Israelis vietnamesischer Herkunft begründeten.

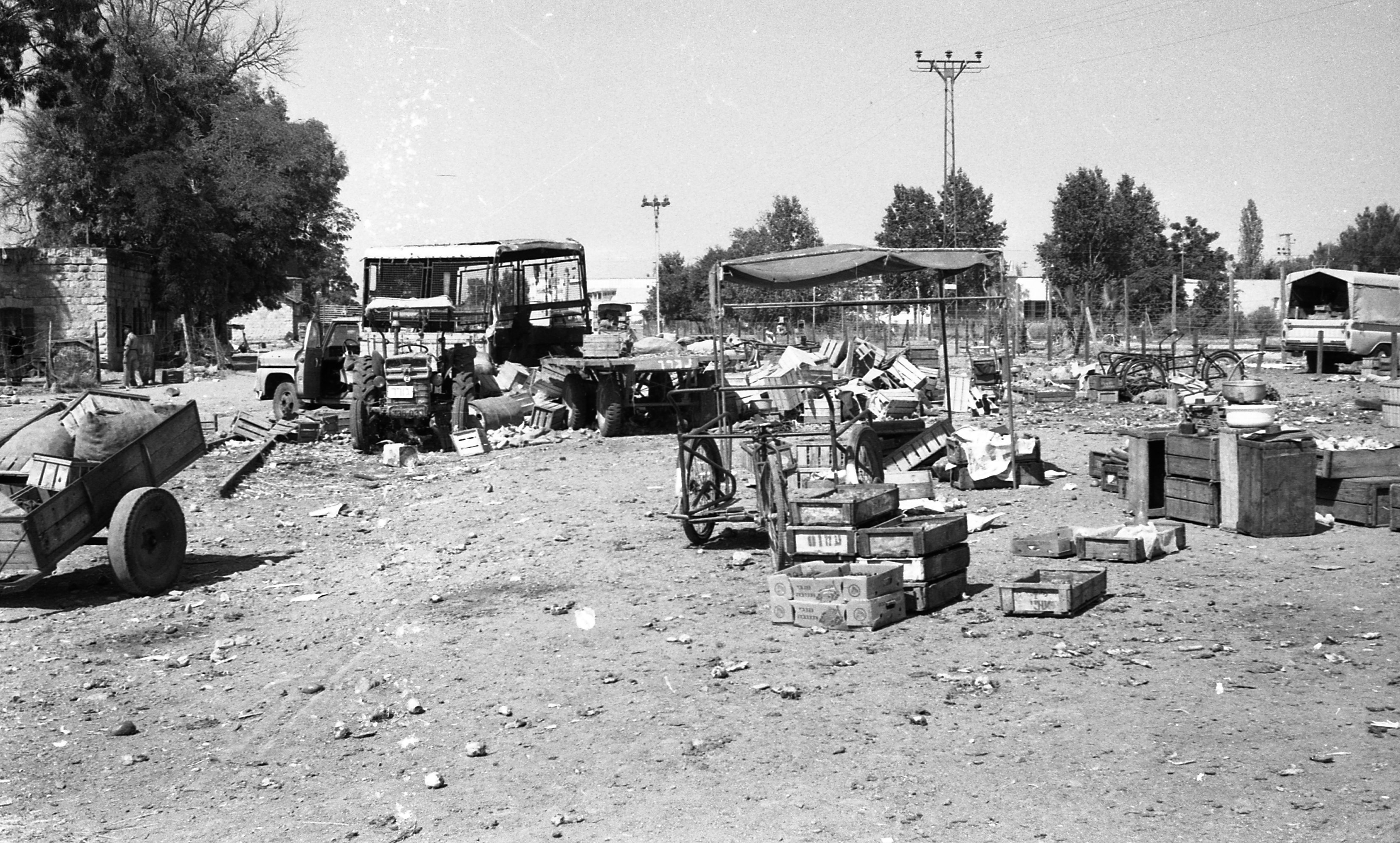
Wochenmarkt in Afula nach dem Bombenattentat ethnisch palästinensischer Israelis am 6. Oktober 1969

### 21. Jahrhundert
Am 27. November 2001 haben in Afula zwei palästinensische Attentäter aus Dschenin zwei Israelis getötet und mehr als 50 zum Teil schwer verletzt, als sie auf dem Marktplatz der Stadt mit Maschinengewehren wahllos um sich schossen.
Am 5. März 2002 zündete ein palästinensischer Selbstmordattentäter in einem Linienbus eine Bombe. Dabei wurde ein Israeli getötet und mindestens 17 weitere verwundet.
Im Juni 2018 demonstrierten hunderte jüdisch-israelische Bewohner von Afula gegen den Verkauf eines Hauses an eine israelische Familie palästinensischer Ethnizität. „Die Verräter an den Juden werden keine Ruhe finden“, stand auf einem Transparent. (Gemeint waren die jüdischen Verkäufer des Hauses.) Avi Elkabetz (der ehemalige Bürgermeister von Afula) und Shlomo Malihi (stellvertretender Bürgermeister von Afula) nahmen an den Protesten teil. Elkabetz sagte: „Die Einwohner von Afula wollen keine gemischte Stadt, sondern eine jüdische Stadt, und das ist ihr gutes Recht, das ist nicht Rassismus.“ Malihi sagte: „Ich hoffe, dass dieser Verkauf annulliert wird, damit aus Afula keine gemischte Stadt wird. Wir haben keine Aufnahmekomitees wie die Städte und Kibbutzim in der Umgebung, doch wir werden nicht zulassen, dass der Charakter der Stadt sich verändert.“ Der ethnisch palästinensische Knesset-Abgeordnete Ayman Odeh sagte zu den Protesten: „Es ist kein geringer Grund zur Sorge, wie der Hass und der Rassismus, den die Regierung anstachelt, dazu führt, dass unsere Hoffnung auf ein Zusammenleben schwindet.“ 
Der ethnisch palästinensische Knesset-Abgeordnete Yousef Jabareen sagte: „Rassismus und ethnischer Überlegenheitsdünkel wurden unter dieser rechtsgerichteten Regierung legitimiert. Dieser Protest sollte das politische System erschüttern und all jenen, die sich für Gleichberechtigung und menschliche Würde einsetzen, den Schlaf rauben.“ (In Umfragen erklärte die Hälfte aller jüdischen Israelis, dass sie keine Araber als Nachbarn haben wollen.) Der US-amerikanische Schriftsteller und Bürgerrechtler Shaun King schrieb zu den Ereignissen in Afula: „Weiße Rassisten haben das Haus umstellt und skandieren, dass sie nur weiße Juden in der Nachbarschaft haben wollen, und die Regierung vor Ort will jetzt den Verkauf rückgängig machen. Höchst beunruhigend.“
Im Sommer 2019 sperrte die Stadt ihren Stadtpark⊙ für Leute von außerhalb der Stadt. Dies weckte den Vorwurf des Rassismus, da die Maßnahme in erster Linie israelische Araber betreffe, da die Stadt selbst fast nur Juden bewohnen, im Umland jedoch neben vorwiegend jüdischen auch arabische Israelis leben. Die Maßnahme wurde gerichtlich untersagt, wobei das Gericht auf den Vorwurf des Rassismus nicht einging, da die Sperrung öffentlicher Anlagen grundsätzlich nicht mit israelischen Recht vereinbar sei.

## Verkehr

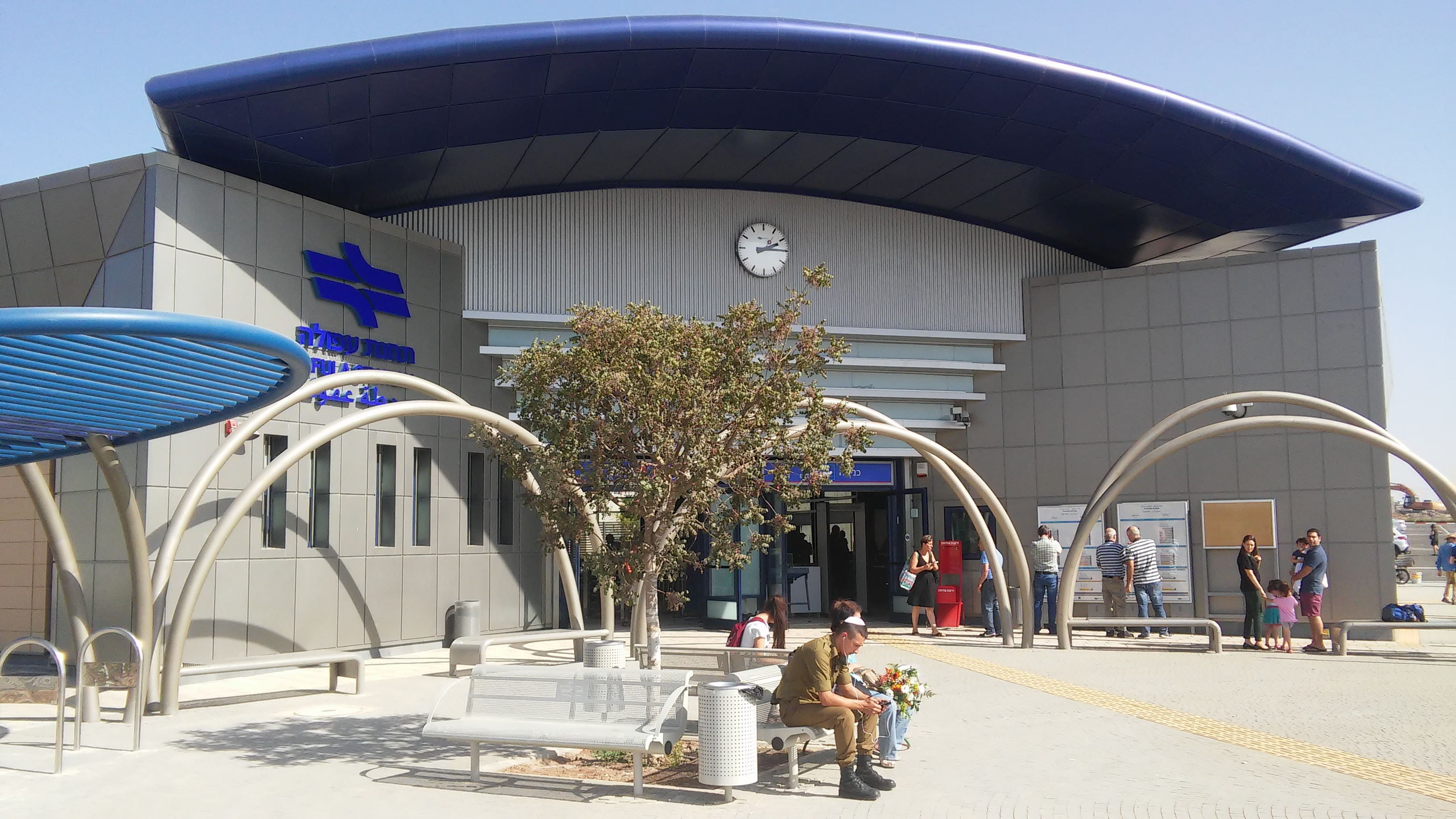
Neuer Bahnhof am Tage der Eröffnung, 16. Oktober 2016

In osmanischer Zeit erhielt das Dorf Afule im Zuge des Baus der alten Jesreeltalbahn, einer Zweigstrecke der Hedschasbahn, seinen ersten Bahnhof. Die Strecke ging in diesem Abschnitt 1904 in Betrieb und wurde 1951 stillgelegt. Die Samariabahn wurde von hier aus nach Süden gebaut, deren erster Abschnitt 1912 eröffnet. Sie ging 1946 außer Betrieb. Seit 2016 hat Afula mit der Neuen Jesreeltalbahn auch wieder Anschluss an das Eisenbahnnetz der Rakkevet Israel.

## Einwohner
Das israelische Zentralbüro für Statistik gibt bei den Volkszählungen vom 8. November 1948, 22. Mai 1961, 19. Mai 1972, 4. Juni 1983, 4. November 1995 und vom 28. Dezember 2008 für Afula folgende Einwohnerzahlen an:
| Jahr der Volkszählung | 1948  | 1961   | 1972   | 1983   | 1995   | 2008   | 2016   |
| Anzahl der Einwohner  | 2.504 | 13.844 | 17.307 | 21.277 | 33.557 | 39.652 | 47.014 |

### Söhne und Töchter der Stadt
- Rafael Eitan (1929–2004), General und Mitglied der Knesset
- David Kushnir (1931–2020), Leichtathlet und Fußballspieler
- Avischai Margalit (* 1939), Philosoph
- Danny Atar (* 1958), Politiker
- Yaʿel Bartana (* 1970), Künstlerin
- Hila Kulik (* ≈1989), Pianistin
- Roy Stepanov (* 1999), kanadisch-israelischer Tennisspieler
- Eden Kartsev (* 2000), israelisch-belarussischer Fußballspieler

## Städtepartnerschaften

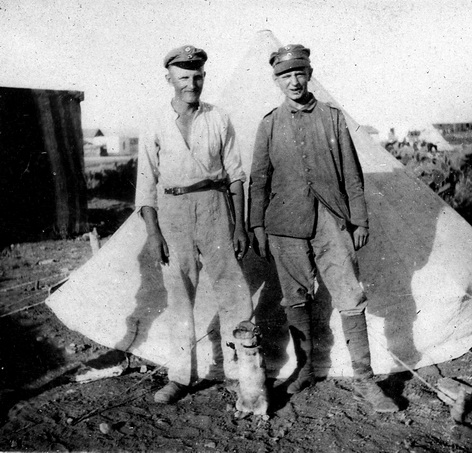
Militärarzt Nathan Wolf (links) aus Wangen am See vorm Feldlazarett am Bahnhof Afula, 1917

Afula selbst listet lediglich drei Partnerstädte auf:
| Stadt      | Land               | seit |
| ---------- | ------------------ | ---- |
| Biłgoraj   | Polen              | 2010 |
| Fresno     | Vereinigte Staaten |      |
| Ingelheim  | Deutschland        |      |
| New Haven  | Vereinigte Staaten | 1979 |
| Providence | Vereinigte Staaten |      |
| Santa Fe   | Argentinien        | 1994 |
| Stamford   | Vereinigte Staaten |      |
| Worcester  | Vereinigte Staaten |      |

## Weblinks

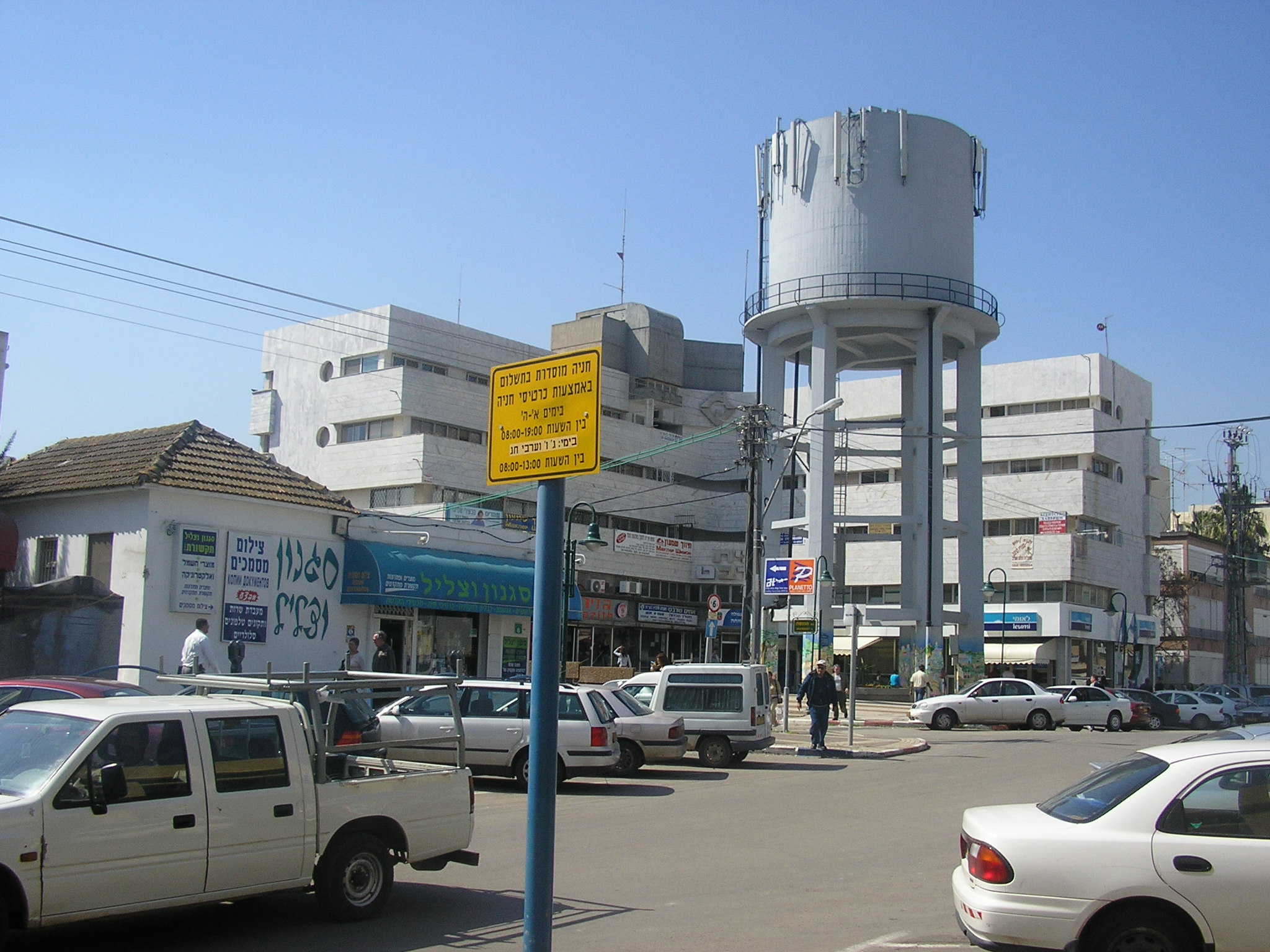
Historischer Wasserturm aus den 1920er Jahren im Zentrum von Afula